# دان بلاك (لاعب كرة قاعدة)
دان بلاك (بالإنجليزية: Dan Black)‏ هو لاعب كرة قاعدة أمريكي، ولد في 2 يوليو 1987 في إنديانابوليس في الولايات المتحدة.

## وصلات خارجية
- دان بلاك على موقع دوري كرة القاعدة الرئيسي (الإنجليزية)
- دان بلاك على موقع دوري كوريا الجنوبية لكرة القاعدة (الإنجليزية)
- دان بلاك على موقعبيزبول رفرنس.كوم (الدوري الثانوي) (الإنجليزية)
- دان بلاك على موقع إي إس بي إن.كوم (أم.أل.بي) (الإنجليزية)
- دان بلاك على موقع مشجعي الرسوم البيانية (الإنجليزية)